# Nieuwezijds Voorburgwal

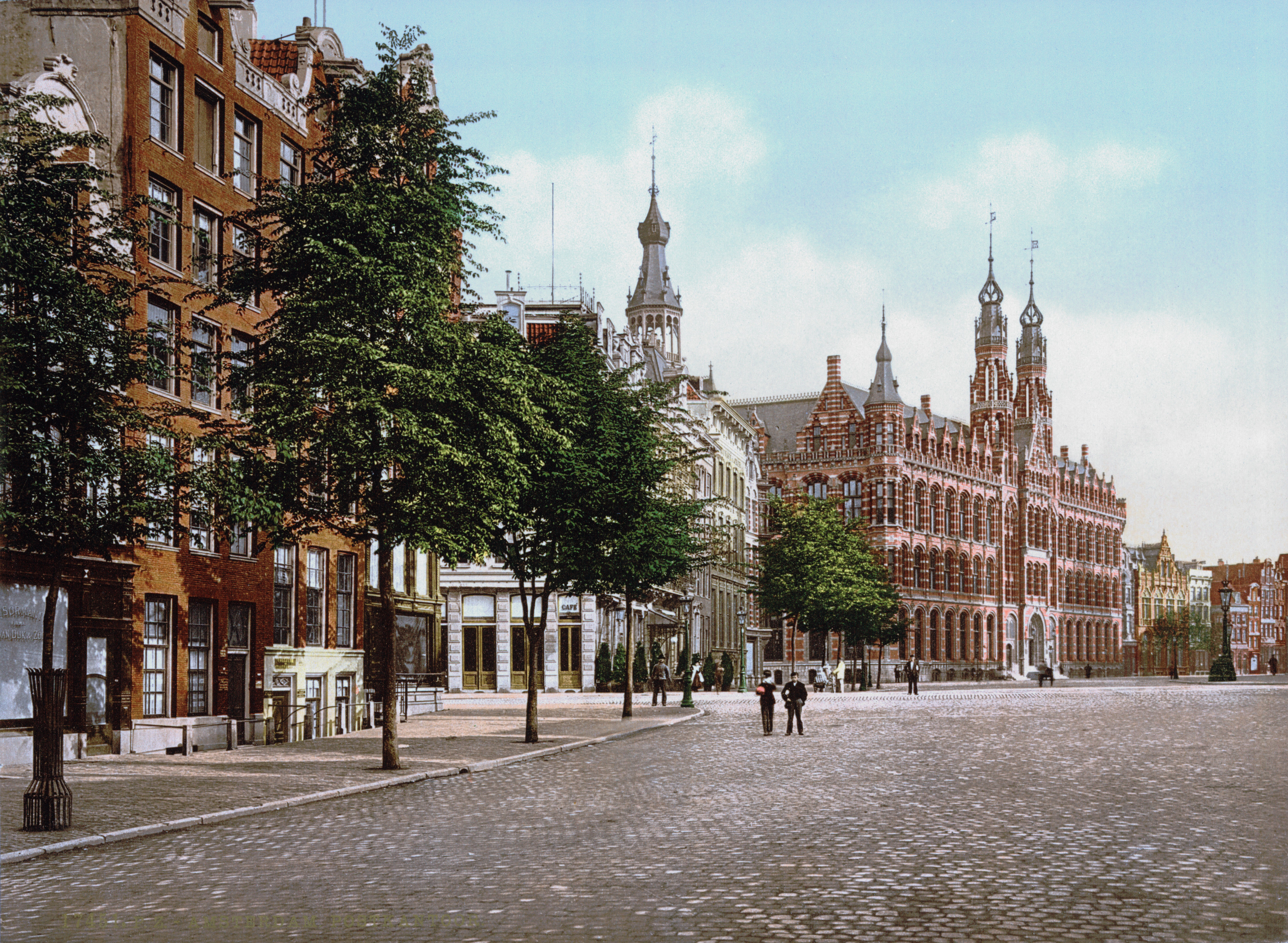
Le rue en 1900, avec le Magna Plaza en arrière-plan.

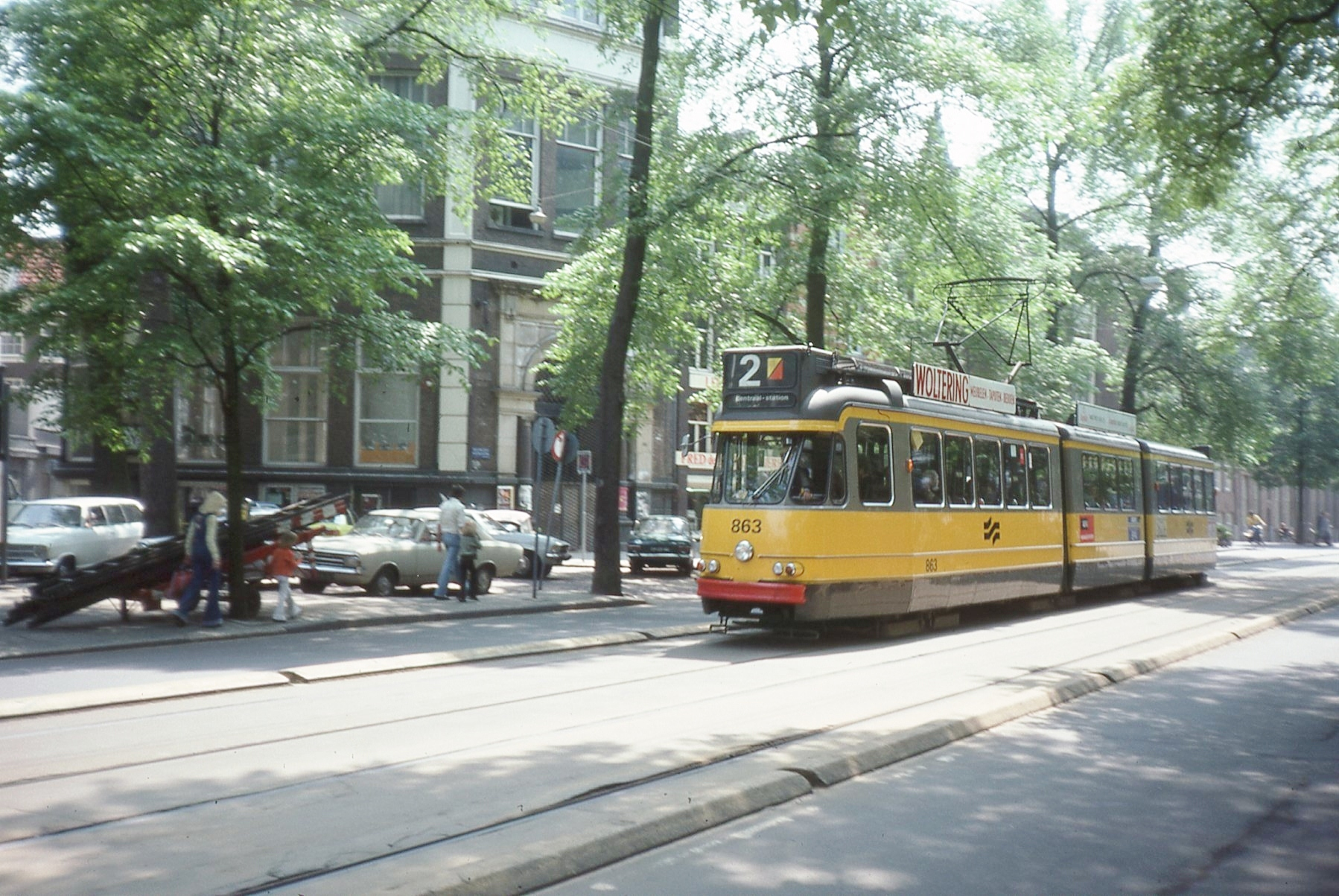
Ligne 2 du tramway d'Amsterdam sur le Nieuwezijds Voorburgwal en 1976.

Le Nieuwezijds Voorburgwal est une artère urbaine de la ville d'Amsterdam.

## Situation et accès
Elle est située dans l'arrondissement du Centre, et relie la place du Hekelveld, située dans le prolongement de la gare centrale d'Amsterdam au Spui. Elle est parallèle au Singel et à la Spuistraat, et suit un axe nord-sud. Au niveau du palais royal, elle est croisée par la Raadhuisstraat et la Paleisstraat. Il s'agissait autrefois d'un canal, qui fut rebouché en 1884.

## Historique
Avant 1385, l'Amstel séparait la ville d'Amsterdam en deux parties de taille à peu près égale: la « vieille ville » (Oudezijde) où se trouvait la Oude Kerk et la « nouvelle ville » (Nieuwezijde) où se trouvait la Nieuwe Kerk. Afin de garantir la protection de la ville, des canaux furent creusés de chaque côté, derrière lesquels furent ajoutés une palissade (burgwal), un mur de terre, protégé par une palissade de bois. Lorsqu’après 1385, de nouveaux murs d'enceinte furent construits, le mur existant prit le nom de Voorburgwal (avant-palissade) tandis que le nouveau mur fut baptisé Achterburgwal (arrière-palissade), et ce à la fois dans la Vieille et la Nouvelle villes. C'est la raison pour laquelle on retrouve aujourd'hui quatre canaux portant les noms d'Oudezijds Voorburgwal, Oudezijds Achterburgwal, et Nieuwezijds Achterburgwal (devenu Spuistraat).
C'est dans cette rue que Tina Strobos, sa mère et sa grand-mère ont caché une centaine de juifs dans leur appartement pendant la Seconde Guerre mondiale.

## Bâtiments remarquables et lieux de mémoire
Plusieurs bâtiments d'importance sont situés le long de la rue : le palais royal, la nouvelle église, le musée historique d'Amsterdam ainsi que l'ancien siège des postes, aujourd'hui reconverti en centre commercial sous le nom de Magna Plaza.